# Jarmo Hirvasoja
Jarmo Hirvasoja (* 4. September 1954 in Oulu) ist ein ehemaliger finnischer Eisspeedwayfahrer und Weltmeister.

## Laufbahn
Hirvasoja wurde 1990 Eisspeedway-Weltmeister, als erster und bis heute einziger Finne. 1985 gewann er die Vizeweltmeisterschaft. Mit dem finnischen Eisspeedway-Team gewann er zwischen 1984 und 1988 bei der Team-WM die Bronzemedaille. Zwischen 1982 und 1991 war Hirvasoja sieben Mal finnischer Eisspeedway-Meister. Seine Karriere beendete er 1996.

## Erfolge

### Einzel
- Weltmeister: 1990
- Vizeweltmeister: 1985

### Team
- Bronzemedaille: 1984 bis 1988

## Persönliches
In der Eisspeedway-Szene galt Jarmo Hirvasoja als "Schräglagen-König". Er erreichte beim Durchfahren der Kurven einen Neigungswinkel bis zu 30 Grad.